# نظام المساعدة الطبية
نظام المُساعدة الطبيَّة ويُعرف اختصارًا باسم راميد (بالفرنسية: RAMED)‏ هو نظام رعاية صحية أطلقته المملكة المغربية رسميًا سنة 2012 بعد إطلاقٍ تجريبي في 2008 لمساعدة المُواطنين في مَجال الصحة.
وفي أغسطس 2020، أعلن محمد بنشعبون وزير المالية والاقتصاد، نهاية نظام المساعدة الطبية، وتعويضه بنظام التغطية الصحية الإجبارية (AMO)، مؤكدًا أن تعميم التغطية الصحية سيتم في سنتين لجميع المغاربة بنفس المستوى والمعايير.